# Lista parcurilor naționale și naturale din România

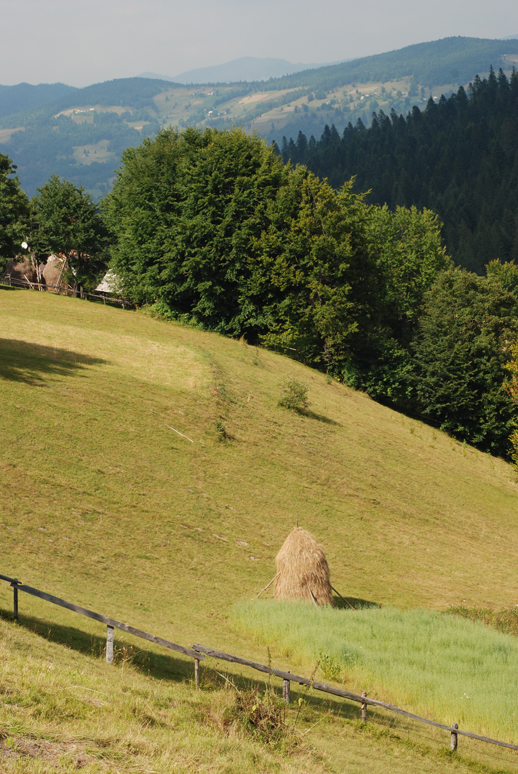
Parcul Natural Apuseni (Arieșeni, Alba)

Lista parcurilor naționale și naturale din România cuprinde parcurile naționale și naturale de pe teritoriul țării, declarate (de-a lungul timpului) arii protejate prin mai multe acte normative, dintre care: Legea nr. 5 din 2000 (privind aprobarea Planului de amenajare a teritoriului național - Secțiunea a III-a - zone protejate), Hotărârea de Guvern nr. 2.151 din 2004 (privind instituirea regimului de arie naturală protejată pentru noi zone), Hotărârea de Guvern nr. 1.143 din 2007 (privind instituirea de noi arii protejate), Hotărârea de Guvern nr. 1.127 din 2010 (privind instituirea regimului de arie naturală protejată pentru Parcul Natural Cefa) sau Hotărârea de Guvern nr. 349 din 2016 privind declararea zonei „Acumulare Văcărești” ca parc natural.

## Parcuri naționale
Parc național inclus în patrimoniul mondial al UNESCO
     Parc național inclus în programul UNESCO „Omul și Biosfera”
| Nume                       | Cod       | Localizare (județ)                         | Suprafață (ha) | Anul înființării | Anul declarării | Imagine                                 | Site web                                                  |
| -------------------------- | --------- | ------------------------------------------ | -------------- | ---------------- | --------------- | --------------------------------------- | --------------------------------------------------------- |
| Buila-Vânturarița          | RONPA0848 | Vâlcea                                     | 4.186          | 2005             | 2005            | Masivul Buila                           | buila.ro                                                  |
| Călimani                   | RONPA0009 | Bistrița-Năsăud • Harghita Mureș • Suceava | 24.041         | 1975             | 2000            | Munţii Călimani                         | calimani.ro                                               |
| Ceahlău                    | RONPA0008 | Neamț                                      | 8.396          | 1995             | 2000            | Masivul Ceahlău                         | ceahlaupark.ro                                            |
| Cheile Bicazului - Hășmaș  | RONPA0007 | Harghita • Neamț                           | 6.575          | 1990             | 2000            | Cheile Bicazului                        | chbicazului-hasmas.ro                                     |
| Cheile Nerei - Beușnița    | RONPA0003 | Caraș-Severin                              | 36.758         | 1990             | 2000            | Cascadele Beușniței                     | cheilenereibeusnita.ro                                    |
| Cozia                      | RONPA0010 | Vâlcea                                     | 17.100         | 1966             | 2000            | Defileul Oltului la Cozia               | cozia.ro                                                  |
| Delta Dunării              | ROWHS0001 | Constanța • Tulcea                         | 580.000        | 1991             | 2000            | Delta Dunării                           | ddbra.ro Arhivat în 8 noiembrie 2022, la Wayback Machine. |
| Domogled - Valea Cernei    | RONPA0001 | Caraș-Severin • Mehedinți • Gorj           | 61.211         | 1982             | 2000            | Parcul Național Domogled - Valea Cernei | domogled-cerna.ro                                         |
| Defileul Jiului            | RONPA0933 | Gorj • Hunedoara                           | 11.127         | 2005             | 2005            | Defileul Jiului                         | defileuljiului.ro                                         |
| Munții Măcinului           | RONPA0016 | Tulcea                                     | 11.321         | 2000             | 2000            | Munţii Măcinului                        | parcmacin.ro                                              |
| Munții Rodnei              | RONPA0005 | Bistrița • Maramureș Suceava               | 46.599         | 1990             | 2000            | Pietrosu Mare                           | parcrodna.ro                                              |
| Piatra Craiului            | RONPA0011 | Argeș • Brașov                             | 14.733         | 1938             | 2000            | Piatra Craiului                         | pcrai.ro                                                  |
| Retezat                    | RONPA0002 | Hunedoara                                  | 38.047         | 1938             | 2000            | Munţii Retezat                          | retezat.ro                                                |
| Semenic - Cheile Carașului | RONPA0012 | Caraș-Severin                              | 36.664         | 2000             | 2000            | Semenic - Baia Vulturilor               | pnscc.ro                                                  |

## Parcuri naturale
Parc natural premiat în cadrul Galei Premiilor EDEN (8 octombrie 2009) ca destinație turistică de excelență și promovat pe site-ul oficial al European Destinations of Excellence (EDEN) unde are o pagină proprie
     Parc natural inclus în Rețeaua europeană și membru în Rețeaua mondială a Geoparcurilor (Global Network of National Geoparks) sub egida UNESCO
| Nume                                    | Cod       | Localizare (județ)                    | Suprafață (ha) | Anul înființării | Anul declarării | Imagine                                                                     | Site web                |
| --------------------------------------- | --------- | ------------------------------------- | -------------- | ---------------- | --------------- | --------------------------------------------------------------------------- | ----------------------- |
| Apuseni                                 | RONPA0004 | Alba • Cluj • Bihor                   | 75.784         | 1990             | 2000            | Munţii Apuseni la Gârda de Sus, Alba                                        | parcapuseni.ro          |
| Bucegi                                  | RONPA0006 | Județele Brașov • Dâmbovița • Prahova | 32.663         | 1974             | 2000            | Creasta Bucşoiu                                                             | bucegipark.ro           |
| Cefa                                    | RONPA0953 | Bihor                                 | 5.002          | 2010             | 2010            | Parcul Natural Cefa                                                         |                         |
| Comana                                  | RONPA0928 | Giurgiu                               | 24.963         | 2005             | 2005            | Pădurea Comana                                                              | comanaparc.ro           |
| Defileul Mureșului Superior             | RONPA0938 | Mureș                                 | 9.156          | 2007             | 2007            | Imagine din parc (Lunca Bradului)                                           |                         |
| Grădiștea Muncelului-Cioclovina         | RONPA0015 | Hunedoara                             | 38.184         | 1979             | 2000            | Munţii Şureanu, Vârful lui Pătru                                            | gradiste.ro             |
| Geoparcul Dinozaurilor „Țara Hațegului” | RONPA0929 | Hunedoara                             | 102.392        | 2005             | 2005            | Ţara Haţegului                                                              | tarahateguluigeoparc.ro |
| Lunca Joasă a Prutului Inferior         | RONPA0927 | Galați                                | 8.247          | 2005             | 2005            | Lunca Prutului                                                              |                         |
| Balta Mică a Brăilei                    | RONPA0017 | Brăila                                | 17.529         | 1978             | 2000            | Dunărea la Brăila                                                           | bmb.ro                  |
| Lunca Mureșului                         | RONPA0926 | Arad • Timiș                          | 17.166         | 2005             | 2005            | Lunca Mureşului                                                             | luncamuresului.ro       |
| Munții Maramureșului                    | RONPA0930 | Maramureș                             | 148.850        | 2005             | 2005            | Munții Maramureșului                                                        | m.maramuresului.ro      |
| Platoul Mehedinți                       | RONPA0931 | Gorj • Mehedinți                      | 106, 50        | 2005             | 2005            | Platoul Mehedinți, la Obârșia Cloșani                                       |                         |
| Porțile de Fier                         | RONPA0014 | Caraș-Severin • Mehedinți             | 115.665, 80    | 1990             | 2000            | Dunărea la Dubova                                                           | portiledefier.ro        |
| Putna-Vrancea                           | RONPA0932 | Vrancea                               | 30.204         | 2005             | 2005            | Cascada Putna                                                               | putna-vrancea.ro        |
| Vânători-Neamț                          | RONPA0845 | Neamț                                 | 30.818         | 1999             | 2000            | Zimbrii în rezervaţia naturală „Dragoş-Vodă” (Parcul Natural Vânători-Neamţ | vanatoripark.ro         |
| Văcărești                               | RONPA0954 | București                             | 182,9901       | 2013             | 2016            | Parcul Văcărești, cu blocurile Asmita în fundal                             | parcnaturalvacaresti.ro |